# Yorktown (Texas)
Pour les articles homonymes, voir Yorktown.
Yorktown est une municipalité américaine du comté de DeWitt, au Texas. Au recensement de 2010, Yorktown comptait 2 092 habitants.